# Kh-31
Le Kh-31 (en russe : « Х-31 »), nom de code OTAN : AS-17 « Krypton », est un missile air-sol et antinavires d'origine russe, destiné à l'emploi à partir d'avions de chasse tels que les MiG-29 ou les Su-27. Capable d'atteindre une vitesse de Mach 3.5, ce missile de croisière est le premier missile antinavire supersonique au monde à pouvoir être tiré depuis des chasseurs tactiques (dans sa version antinavires).
Il en existe plusieurs versions, dont la plus connue est un missile antiradar (ARM), mais il est disponible également en missile antinavire et drone-cible. Depuis les années 1990, il est fait état d'adaptations qui seraient en cours d'élaboration pour en faire un « AWACS killer » (tueur d'AWACS), un missile air-air à longue portée.

## Conception et développement

### Contexte militaire
Les missiles antiradars (ARM - Anti Radar Missile) doivent avoir une portée assez importante, afin de conserver l'avion tireur en dehors de la portée de tir des défenses antiaériennes. Ils doivent également voler à grande, voire très grande vitesse, afin de diminuer leurs probabilités d'être détruits en vol. Ils doivent être équipés d'un autodirecteur pouvant scanner une large plage de fréquences, permettant de cibler plusieurs types de radar à détruire. En revanche, leur charge militaire n'est pas nécessairement importante.

### Conception
Le premier ARM de l'Union soviétique fut développé par le groupe d'ingénieurs de l'OKB Raduga, responsable de la conception des missiles équipant les bombardiers lourds de l'URSS. Le Kh-22P fut développé à-partir du missile de 6 t Raduga Kh-22 (AS-4 « Kitchen »).
L'expérience acquise au-cours de ces expérimentations mena, en 1971, à la création du Kh-28 (AS-9 « Kyle »), emporté par des chasseurs tactiques tels que les Su-7B, Su-17 et Su-24. Il avait la capacité d'évoluer à Mach 3 et une portée de 120 km, meilleure que celle de l'AGM-78 Standard ARM contemporain.
Le Kh-28 fut suivi par le Kh-58 en 1978, qui avait une portée et une vitesse similaires mais dont le moteur fusée à double carburant avait été remplacé par un moteur-fusée RDTT à carburant solide bien plus sécurisant.

### Évolutions
Le développement de systèmes SAM plus sophistiqués, tels que le Patriot ou le système de combat Aegis de l'US Navy, mit la pression sur les Soviétiques, qui eurent à développer de meilleurs ARM en retour,.
Zvezda aborda le problème sous un angle différent de celui de Raduga, ayant déjà une certaine expérience dans le domaine des missiles, en particulier les modèles air-air légers. Pourtant, dans les années '70, ils avaient développé la famille de missiles à-succès Kh-25, des missiles air-sol à courte portée, dont l'une des versions était justement un missile anti-radar, le Kh-25MP (nom de code OTAN : AS-12 « Kegler »). Zvezda commença les travaux d'étude pour la conception d'un ARM à longue portée en 1977, et le premier lancement de ce qui était alors devenu le Kh-31 fut effectué en 1982. Il entra en service en 1988 et fut présenté pour la première fois au public en 1991 : Le Kh-31P à Dubaï et le Kh-31A à Minsk.
Le développement de ce missile a pris un nouvel élan, depuis l'absorption de la firme Zvezda dans le groupe Tactical Missiles Corporation, en 2002. Des versions nouvelles ont été annoncées, avec une portée accrue (version D) et des mises-à-niveau de milieu de carrière (version M).

### Version chinoise
En décembre 1997, il fut rapporté qu'un petit nombre de Kh-31's avait été livré à la Chine, mais que « la production n'avait pas encore commencé ». Ce fut à-peu-près au même moment que les Russes vendirent des avions Soukhoï Su-30 « Flanker-G » aux Chinois. Il semblerait que les livraisons originelles furent celles du modèle russe, alors désigné X-31, afin de pouvoir exécuter des tests, pendant que le modèle KR-1 était en cours d'élaboration pour être fabriqué sous licence.
La fabrication locale pourrait avoir commencé aux alentours du mois de juillet 2005.

## Caractéristiques

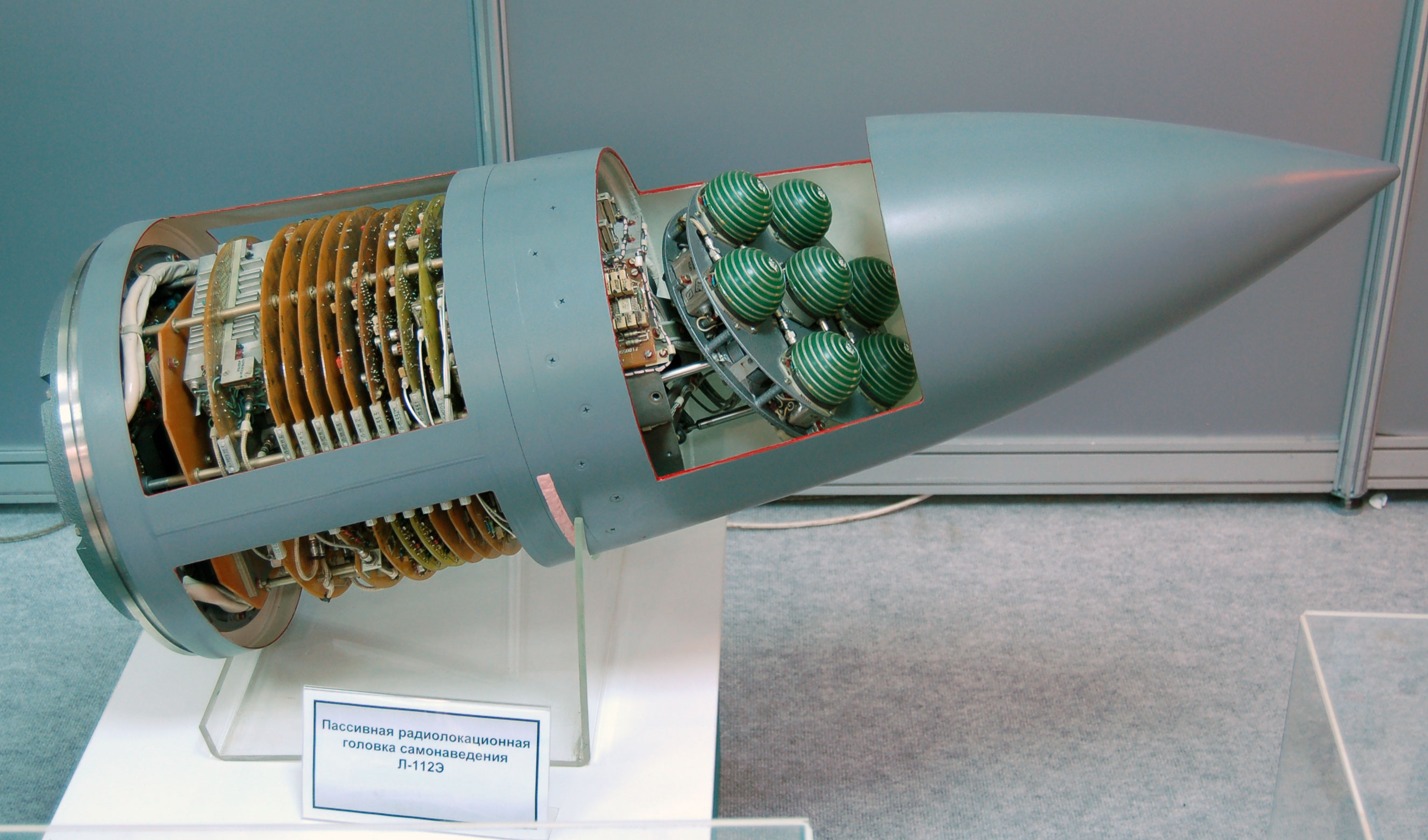
Vue détaillée de l'autodirecteur à radar passif L112E. Les boules vertes sont les 7 antennes spiralées constituant le réseau interférométrique de l'autodirecteur.

Le Kh-31 est un missile de croisière à vol rasant, d'une portée de 110 km et plus, et capable d'atteindre une vitesse de croisière de Mach 3.5.
Sur beaucoup d'aspects, le Kh-31 est une version miniaturisée du P-270 Moskit (SS-N-22 « Sunburn »), et il semblerait qu'il ait été conçu par la même personne. Il est d'une architecture conventionnelle, avec des empennages et plans de contrôle cruciformes, en titane. Une particularité intéressante vient de son système de propulsion, à deux étages. Au lancement, un accélérateur à combustible solide placé dans la queue accélère le missile jusqu'à une vitesse d'environ Mach 1.8 et le moteur est éjecté. Ensuite, quatre entrées d'air s'ouvrent et l'emplacement cylindrique vide où se trouvait la fusée sert de chambre de combustion et tuyère d'éjection pour le statoréacteur, fonctionnant au kérosène et amenant le missile à une vitesse supérieure à Mach 4.
Le capteur L-111E de la version antiradar a une antenne unique, constituée d'un réseau interférométrique de sept antennes spiralées disposées sur une plate-forme orientable.
Les capteurs fournis à la Chine en 2001 et 2002 mesuraient 106,5 cm de long pour un diamètre de 36 cm et pesaient 23 kg.

## Histoire opérationnelle
Le Kh-31P antiradar entra en service en Russie en 1988, et la version antinavire Kh-31A en 1989. Contrairement à ses prédécesseurs, il peut être monté sur quasiment tous les avions tactiques de la Russie, du Su-17 au MiG-31.
Comme cité précédemment, un petit nombre d'exemplaires de Kh-31P/KR-1 fut fourni à la Chine en 1997, apparemment à des fins de test et de développement. Les Chinois commandèrent des missiles russes vers la fin de l'année 2002 ou le début de 2003, totalisant 200 exemplaires du K-1 à l'année 2005. La presse chinoise rapporta en juillet 2005 que des Su-30MKK de la 3e division aérienne en étaient équipés. En 2001 l'Inde acheta des Kh-31 pour ses Su-30MKI. Il semblerait qu'ils aient acheté 60 Kh-31A et 90 Kh-31P.
L'US Navy acheta 18 drone-cibles MA-31, dont treize furent tirés en 1996 et 2003. Une commande d'un montant de 18 468 millions de $ concernant 34 exemplaires du MA-31 fut effectuée en 1999, mais elle fut bloquée par les Russes et les drones restants furent utilisés en décembre 2007. Le MA-31 était lancé d'un F-4 Phantom et des travaux avaient été effectués pour créer un kit permettant de le tirer à partir d'un F-16.
Une version non identifiée du missile KH-31 aurait été utilisée lors des premières frappes sur Kiev, lors de l'invasion de l'Ukraine par la Russie le 24 février 2022.
Début juillet 2022, les médias russes annoncent qu'il est utilisé pour la lutte antiradar par les Su-30SM de l'aviation navale russe.
En septembre 2024, l'armée de l'air ukrainienne annonce avoir détecté un Kh-31P antiradar lors d'une attaque russe contre l'Ukraine.

## Versions

### Existantes
Kh-31AÉquipée d'un autodirecteur à radar actif. Emploi comme missile antinavire, contre des bâtiments d'une taille allant jusqu'au destroyer. Portée comprise entre 25 et 50 km (de 13.5 à 27 N m). Le missile rase la surface de l'eau en approchant de sa cible, de manière à diminuer ses probabilités d'être repéré par les systèmes de défense du navire visé.
Kh-31P (Type 77P)Équipée d'un autodirecteur à radar passif. Utilisée comme missile antiradar. Il reste à haute altitude pendant toute la durée du vol, ce qui permet des vitesses élevées et accroît notablement la portée, jusqu'à 110 km (60 N m). Le capteur de l'autodirecteur existe en trois versions d'un même module, interchangeables et permettant de couvrir différentes plages de fréquences radar. Elles ne peuvent toutefois être permutées qu'en usine.
Kh-31AD / Kh-31PD (« Kh-31 Mod 2 »)Légère amélioration de la portée du missile, obtenue grâce à un allongement du fuselage, passant de 4,70 m à 5,23 m.
Kh-31AM / Kh-31PMmise à jour substantielle de l'électronique embarquée. Essais planifiés effectués en 2005 et 2006. Résistance accrue aux contre-mesures, meilleures fusées (détonateurs), et un système de propulsion amélioré 31DP qui augmente considérablement la portée du missile, pour le prix d'une insignifiante prise de masse. Le Kh-31AM  est doté d'un autodirecteur actif amélioré RGS-31, tandis que sur le Kh-31PM, les L-111, L-112 et L-113 sont remplacés par une unité multi-bande unique, le L-130.
MA-31 Équipée de multiples systèmes de télémétrie et autres, produits et installés par le groupe McDonnell Douglas/Boeing. Prévu d'être utilisé comme drone-cible par l'US Navy, il fut testé entre 1996 et 1999. Une version améliorée, dotée d'un GPS, fut présentée à la Navy comme proposition de remplacement de l'ancien système MQM-8 Vandal, mais ils achetèrent le GQM-163 Coyote. Même avec son équipement supplémentaire, le MA-31 était encore capable de voler à Mach 2.7 et d'effectuer des manœuvres à 15 G en profil de vol « antinavire ». Il pouvait également atteindre Mach 3.5 en profil de vol « antiradar », à une altitude de 48 000 ft (15 000 m).
KR-1Version du Kh-31P exportée vers la Chine en 1997. Il semblerait que Zvezda voulait vendre une série initiale d'exemplaires du KR-1 à la Chine, avant qu'elle ne finisse par les produire elle-même. Plutôt que les trois modules de recherche initialement prévus, le KR-1 n'a qu'un unique modèle d'export K-112E, ciblant les émissions en bande-S. Il serait apparemment optimisé spécifiquement pour repérer les radars taïwanais.
YJ-91 (Ying Ji 91) Missile chinois basé sur le Kh-31P, doté d'une vitesse plus importante, d'une portée légèrement améliorée et d'un changement facilité d'autodirecteurs. Ils seraient actuellement en train d'en développer une version antinavires avec un autodirecteur fabriqué localement et également une autre version pouvant être tirée depuis des sous-marins. Le nom « YJ-91 » était déjà en usage, en 1997, et était en-fait peut-être le nom chinois donné aux missiles russes originaux, désignés « X-31 » par les russes. En 2005, le nom « YJ-93 » fut attribué aux missiles fabriqués en Chine, mais les rapports occidentaux ne font généralement pas vraiment la distinction entre l'YJ-91 et l'YJ-93.

### Probable
Une version air-air à guidage actif/passif, destinée à l'emploi contre les avions de soutien lents, fut annoncée en 1992 à l'exposition aérienne MAKS.
Surnommé « AWACS killer » (tueur d'AWACS), ce missile aurait une portée de 200 km. Ce serait moins que les 300 à 400 km promis par les missiles Vympel R-37 (AA-13 « Arrow ») et Novator R-172, mais un dérivé du Kh-31 présenterait l'avantage de pouvoir être emporté par une grande variété d'appareils différents. Il se pourrait cependant que cette annonce n'ait été que pure propagande : En 2004, la Tactical Missiles Corporation nia énergiquement avoir entrepris des travaux sur un quelconque dérivé air-air du Kh-31.
En 2005, les rumeurs concernant ce missile persistaient toujours, concernant un missile russe dérivé du Kh-31A anti-navire et, du côté chinois, d'un dérivé de l'YJ-91, issu du Kh-31P.

## Utilisateurs
Ancien
- Union soviétique : Au-moment où le missile a été conçu, le bloc soviétique était encore d'actualité. Les missiles ont depuis été reversés principalement à la Russie.

Actuels
- Russie : Kh-31A/AM - Kh-31P - 222 exemplaires. 147 livrés en 2009, 75 livrés en 2010[1].
- Algérie : 125[20] exemplaires, livrés en 2009 et 2010[1].
- Syrie : 87 exemplaires, livrés entre 2008 et 2010[1],[21]
- Inde : Kh-31A - Kh-31P[22]
- Chine : Kh-31A - Kh-31P[23]
- Indonésie[24] :
- Venezuela : Kh-31A - Kh-31P[25]
- Viêt Nam : Kh-31A - Kh-31P
- Pérou :
- Malaisie : Kh-31A - Kh-31P[26]
- Ouganda : Kh-31P[27]